# إبراهيم أفزاربور
إبراهيم أفزاربور (مواليد 8 أكتوبر 1930) هو ملاكم إيراني، مثّل بلاده في الألعاب الأولمبية الصيفية 1952.

## روابط خارجية
إبراهيم أفزاربور على موقع أوليمبيديا (الإنجليزية)